# 鷺洲泛月
鷺洲泛月，乃台灣淡水舊八景之一。

## 緣由
在淡水、蘆洲、八里之間曾有沙洲潘，稱為「浮線」，雅稱「鷺洲」。鷺洲一詞，有一緣由是現今蘆洲與關渡之間的淡水河沙洲上常吸引群鷺聚集。早年鷺洲以南的淡水河河面適合垂釣，洲北則適合弄潮，而鷺洲上雁鴨水禽交錯，也有人在夏秋夜色泛舟其中，所以稱為鷺洲泛月。台灣清領時期，鳳山縣庠生林逢原與友人乘舟遊覽淡水河後，寫下「淡北八景」詩作，曾對此美景賦詩吟詠：
|  | 一櫂空明趁晚潮，木蘭舟在鏡中搖。數聲漁笛滄浪晚，十里蘆花渚國遙。片席盟鷗如此水，斷蓬過鴈可憐宵。分明七二灣頭月，今夕相逢上畫橈。 |

詩句中所描繪的由潮汐、木舟、漁笛、蘆花、鷗雁、沙洲、河灣、明月，構築了當時鷺洲泛月的河濱沙洲景致。1930年代，鷺洲尚有數戶人家居住，但隨時潮汐的變遷與河水的沖刷，鷺洲逐漸消失，幾乎完全消失。另有一說則是舊時三重蘆洲舊時遍佈蘆葦，在夜晚時月上樹梢，蘆花泛著淡黃月色，微風輕拂，泛起銀色波光，頗有思古之幽情，常令騷人墨客徘徊流連，因此享有「蘆荻泛月」的美譽，此為鷺洲泛月的別稱。淡水區公所已於2010年公開票選出淡水新八景，因此鷺洲泛月已經被取代。